# Philippe Alfonsi
Pour les articles homonymes, voir Alfonsi.
Philippe Marc Édouard Alfonsi est un journaliste, écrivain et producteur français né le 14 juillet 1939 dans le 19e arrondissement de Paris.

## Biographie
Après des études au lycée Louis-le-Grand à Paris, et une licence de philosophie à la Sorbonne, il débute en 1961 à la radio sur RTL. En 1970, il rejoint Pierre Desgraupes et Pierre Dumayet sur la première chaîne, avant de se lancer dans une carrière de grand-reporter. Il couvre la guerre Indo-pakistanaise, puis parcourt des pays tels que l'Afghanistan, la Chine, le Sénégal et les États-Unis avant de suivre la guerre du Liban et les affrontements en Irlande du Nord. Il entre à  Europe 1 en 1973, où il crée et anime l'émission de référence Histoire d'un jour, diffusée quotidiennement pendant sept ans et reprise à la télévision sur FR3, dont l'originalité est de recréer, à l'aide de documents d'époque (cinématographiques, radiophoniques et musicaux) l'atmosphère quotidienne d'une journée qui a marqué l'histoire. En juin 1985, Abderrahmane Berkani et Maurice Dugowson ont consacré un épisode de cette émission à l'affaire Ranucci et au livre de Gilles Perrault (qui est invité), Le Pull-over rouge. Lors de l'émission, présentée par Philippe Alfonsi, les policiers chargés de l'enquête sont accusés de « forfaiture ». Ils portent plainte le 24 septembre 1985 contre Gilles Perrault et Philippe Alfonsi pour « diffamation envers des fonctionnaires publics chargés de la sécurité des personnes ». Avec l'écrivain, il est condamné le 13 juin 1989 par le tribunal correctionnel de Marseille à verser 30 000 francs de dommages et intérêts à chaque policier ; le 7 mai 1990, la chambre correctionnelle de la Cour d'appel d'Aix-en-Provence confirme la peine, les condamnant à verser 40 000 francs de dommages et intérêts à chaque policier, peine qui est encore confirmée par la chambre criminelle de la Cour de cassation le 4 février 1992 (les dommages et intérêts sont alors majorés à hauteur de 70 000 francs par plaignant).
Il revient ensuite au petit écran en tournant de nombreux documentaires, puis crée sa société de production « Taxi » et présente diverses émissions dans les années 1980 et 1990, Taxi une émission  hebdomadaire d'investigation présentée à bord d'un taxi cheminant à travers les rues de la capitale. Dites-moi que je me trompe, une émission de prospective. Taxi prend fin à la suite de la diffusion en direct d'une enquête démontrant, devant un invité qui n'est autre que le Directeur de la police de l'air et des frontières, l'existence d'un trafic d'arme entre la France et l'Iran et l'absence totale de contrôle par la douane des frontières laissées perméables à toute intrusion terroriste alors même qu'une vague d'attentats vient d'éclater à Paris ce mois de septembre 1986.
Philippe Alfonsi est récompensé de deux 7 d'or la même année, dans la catégorie meilleur journaliste et meilleure émission d'investigation. En 1993, il présente Chronique du front de la connerie sur Canal Jimmy. De 1994 à 1997, il produit le jeu 
Ça déméninge animé par Marc Posno sur La Cinquième.
Il est également scénariste, réalisateur et producteur de documentaires.
Il est intervenu dans l'émission de Laurent Ruquier On n'a pas tout dit (2007-2008) où il animait une chronique consacrée aux personnes décédées dans la semaine écoulée, chronique qu'il continuait le vendredi dans On va s'gêner.

## Filmographie
Réalisateur
- 1980 : Le parti communiste français - documentaire
- 1988 : Alfonso Cabeza de Vaca, marquis de Portago

Producteur
Histoire d'un jour
16 juillet 1942 la rafle du Vel' d'Hiv
Histoire d'un jour - 5 décembre 1944 : Epuration ou vengeance ?
Histoire d'un jour - L'histoire contemporaine en 17 émissions
- 1990 : Retour place Tian Anmen - documentaire
- 1991 : Les Années algériennes (et scénariste)
- 2005 : A Tribute to the King - documentaire
- 2006 : Le Rêve - série documentaire (10 épisodes)

Scénariste
- 1979 : Cinéma 16 - L'Œil du sorcier - série
- 1980 : La Faute de Monsieur Bertillon - téléfilm
- 1983 : L'Armistice de Juin 40 - téléfilm

Récompenses
En tant que journaliste :
- Deux sept d'Or pour Taxi
- L'antenne de Cristal en Belgique pour Taxi
- Le prix de la Fondation de France pour Histoire d'un jour
- Le prix Medicus pour le documentaire L'Ennemi intérieur

En tant que producteur :
- un Amy Award (États-Unis) pour le documentaire de William Karel, Contre l'oubli

Décoration
- Chevalier des Arts et des Lettres